# Where Shadows Forever Reign
Albums de Dark Funeral
Angelus Exuro pro Eternus
(2009)
Where Shadows Forever Reign est le sixième album du groupe de black metal Dark Funeral, paru le 3 juin 2016 chez le label Century Media.

## Liste des titres
| 1.    | Unchain My Soul             | 05:22 |
| 2.    | As One We Shall Conquer     | 04:44 |
| 3.    | Beast Above Man             | 04:44 |
| 4.    | As I Ascend                 | 06:19 |
| 5.    | Temple Of Ahriman           | 05:21 |
| 6.    | The Eternal Eclipse         | 04:14 |
| 7.    | To Carve Another Wound      | 04:45 |
| 8.    | Nail Them To The Cross      | 04:43 |
| 9.    | Where Shadows Forever Reign | 05:33 |
| 45:45 |                             |       |